# Neoorthocaulis
Neoorthocaulis es un género de musgos hepáticas perteneciente a la familia Anastrophyllaceae. Comprende 4 especies descritas y  aceptadas:

## Taxonomía
El género fue descrito por L.Söderstr., De Roo & Hedd. y publicado en Phytotaxa 3: 49. 2010.

## Especies aceptadas
A continuación se brinda un listado de las especies del género Neoorthocaulis aceptadas hasta junio de 2014, ordenadas alfabéticamente. Para cada una se indica el nombre binomial seguido del autor, abreviado según las convenciones y usos.
- Neoorthocaulis attenuatus (Mart.) L. Söderstr., De Roo, Hedd. & Mart.
- Neoorthocaulis binsteadii (Kaal.) L. Söderstr., De Roo & Hedd.
- Neoorthocaulis floerkei (F. Weber & D. Mohr) L. Söderstr., De Roo & Hedd.
- Neoorthocaulis hyperboreus (R.M. Schust.) L. Söderstr., De Roo & Hedd.